# رنو سینیک

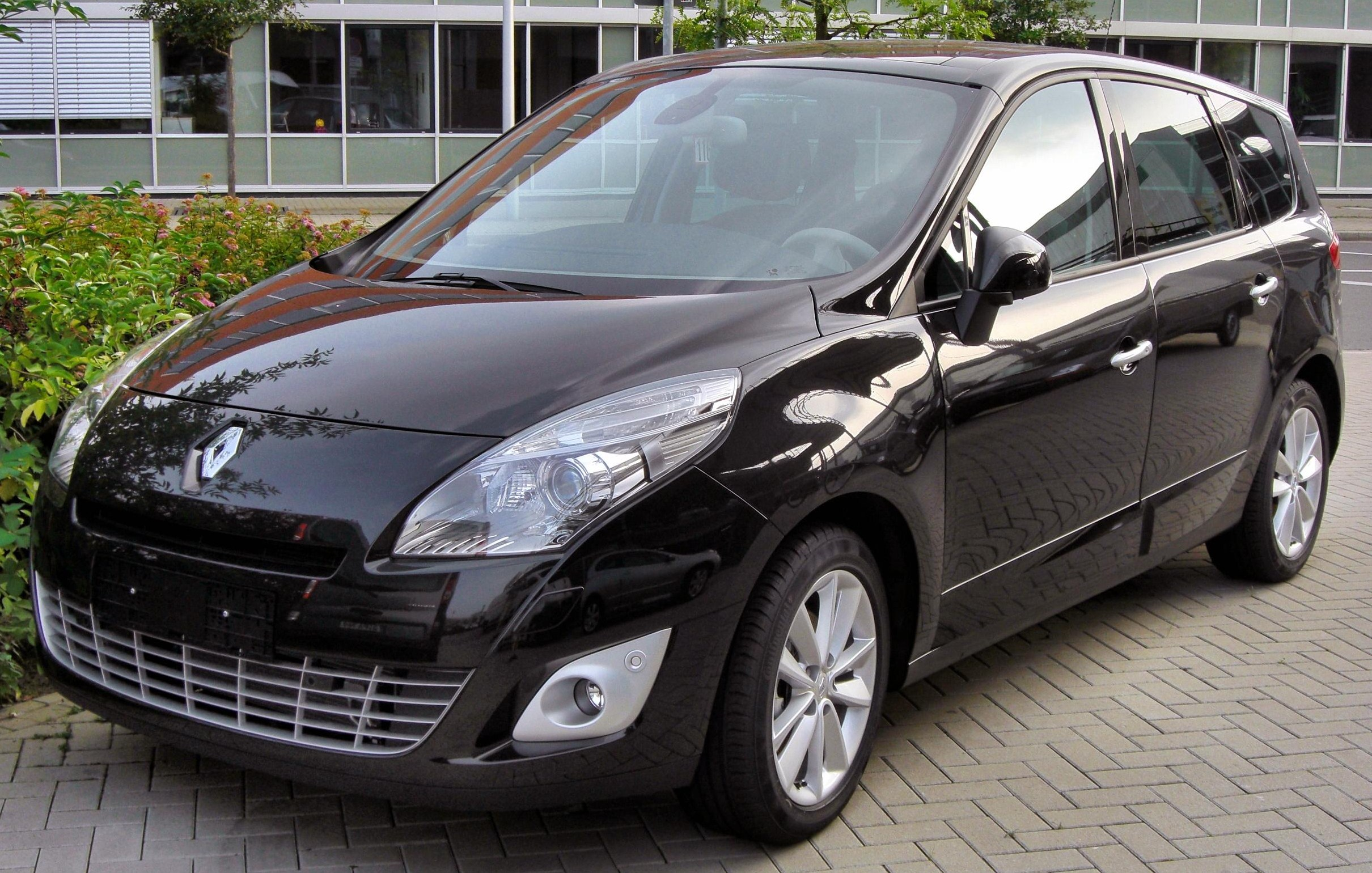

رنو سینیک (Renault Scénic) خودرویی است که از سال ۱۹۹۶—کنون (France)>۲۰۰۳ تا ۲۰۰۹ (Taiwan)تولید شده‌است.
این خودرو در کلاس کامپکت ام‌پی‌وی قرار گرفته، طراحی آن موتور جلو، خودرو محور جلو، خودرو چهار چرخ محرک بوده است.